# Dragão (zodíaco)

O Dragão

O dragão, também conhecido como loong (chinês simplificado: 龙; chinês tradicional: 龍; pinyin: lóng; Jyutping: lung4; Yale cantonês: lùhng), é o quinto animal do ciclo de doze anos do zodíaco chinês, relacionado ao calendário lunar chinês. O Ano do dragão está associado ao símbolo do Ramo Terrestre 辰 (pinyin: chén).
Foi proposto que o caractere Ramo Terrestre possa ter sido associado a escorpiões; ele pode ter simbolizado a estrela Antares. No calendário budista usado na Tailândia, Camboja, Laos, Mianmar e Sri Lanka, o dragão é substituído pelo naga. No zodíaco Gurung, o dragão é substituído pela águia. No antigo calendário turco, ele é substituído por um peixe ou crocodilo. As primeiras traduções persas do período medieval mudam o dragão para uma serpente marinha, embora nos tempos atuais seja geralmente referido como baleia.
Durante a Revolução Cultural Chinesa, houve uma tentativa de substituir o dragão pelo panda-gigante; no entanto, o movimento durou pouco.

## Anos e os cinco elementos
Pessoas nascidas nessas faixas de datas podem ser consideradas como nascidas no Ano do Dragão, tendo como elemento:
| Data de nascimento | Data de nascimento | Signo e Elemento  |
| Início             | Fim                | Signo e Elemento  |
| ------------------ | ------------------ | ----------------- |
| 23/01/1928         | 09/02/1929         | Dragão de Terra   |
| 08/02/1940         | 26/02/1941         | Dragão de Metal   |
| 27/01/1952         | 13/02/1953         | Dragão de Água    |
| 13/02/1964         | 01/02/1965         | Dragão de Madeira |
| 31/01/1976         | 17/02/1977         | Dragão de Fogo    |
| 17/02/1988         | 05/02/1989         | Dragão de Terra   |
| 05/02/2000         | 23/01/2001         | Dragão de Metal   |
| 23/01/2012         | 09/02/2013         | Dragão de Água    |
| 10/02/2024         | 28/01/2025         | Dragão de Madeira |

No Ano do Dragão, geralmente há picos acentuados nas taxas de natalidade de países que usam o zodíaco chinês ou de locais com populações chinesas significativas. Isso ocorre porque esses nascimentos são considerados sortudos e possuem características desejáveis que supostamente levam a melhores resultados de vida.